# Taurydzki Okręg Wojskowy
Taurydzki Okręg Wojskowy (ros. Таврический военный округ) – radziecki okręg wojskowy

## Historia
Okręg został zorganizowany w czerwcu 1945 roku. Jego dowództwo utworzono z dowództwa Samodzielnej Armii Nadmorskiej. W jego skład weszły jednostki Samodzielnej Armii Nadmorskiej oraz 22 Armii.
Swoim zasięgiem objął obwody: krymski, zaporoski i chersoński. Dowództwo okręgu znajdowało się w Symferopolu.
W początkowym okresie wojska okręgu zajmowały się rozminowaniem terenu oraz pomocą w odbudowie gospodarki narodowej.
W związku z reorganizacja w kwietniu 1956 roku Sił Zbrojnych ZSRR okręg został rozformowany do czerwca 1956 roku, a jego terytorium oraz jednostki weszły w skład Odeskiego Okręgu Wojskowego.

## Dowódcy
- gen. lejtn. Kondrat Mielnik (czerwiec 1945 – czerwiec 1946)
- gen. płk/gen. armii Markian Popow (czerwiec 1946 – lipiec 1954)
- gen. lejtn. Siergiej Fomienko (lipiec – wrzesień 1954)
- gen. płk Iwan Ludnikow (wrzesień 1954 – czerwiec 1956)